# Zwem- en Polovereniging De Kikker
Zwem- en Polovereniging de Kikker is een zwem- en poloclub uit Emmen. De vereniging neemt vanaf haar begin deel aan wedstrijden georganiseerd onder de vlag van de Koninklijke Nederlandse Zwembond (KNZB).
Een aantal zwemsporters, die elkaar regelmatig troffen in het voormalige in 1934 geopende natuurbad in Emmen, richtten op 27 mei 1935 onder aanvoering van wethouder Roelof Zegering Hadders de vereniging de Kikker op.
In 1963 maakte het natuurbad plaats voor een binnenbad en in 1964 werden voor de eerste keer de nationale kampioenschappen zwemmen in Emmen georganiseerd. Onder aanvoering van badmeester Schut, werkzaam in het zwembad sinds 1934, werd de Kikker een toonaangevende vereniging in Nederland op wedstrijdzwemgebied, vooral op de rug- en schoolslag.
In 1984 verhuisde de Kikker naar een nieuw zwembad: Aquarena.
De vereniging is actief in het wedstrijdzwemmen en waterpolo.